# Modeblog
En modeblog er karakteriseret ved at bloggerne, som ofte er modeinteresserede piger i aldersgruppen 18-35, skriver om de seneste tendenser og ikke mindst deres eget tøj – hvad de har på i dag og hvad de gerne vil købe i morgen.
Antallet er støt stigende og modebranchen har opdaget vigtigheden af disse blogs. De toneangivende bloggere inviteres med til modeshows, hvor der rapporteres live fra første række, ligesom mange får tilsendt vareprøver fra nye og etablerede firmaer, som så håber på positiv omtale og øget salg.
Kendskabet til modeblogs spredes som hovedregel via henvisninger i blogs eller kommentarer til disse, men der er også oprettet flere portaler forsøger at samle de bedste modeblogs.